# Misa Watanabe
Misa Watanabe (渡辺 美佐, Watanabe Misa), née le 30 avril 1964 dans la Tokyo (Japon), est une seiyū.

## Rôles notables
- Mamam dans Magical Princess Minky Momo
- Yukako Enoki dans Baby & Me
- Anna dans Master Keaton
- Yumiko Niikura dans Detective Conan
- Kanzeon Bosatsu dans Saiyuki
- Ann dans Geneshaft
- Nevertari Vivi dans One Piece
- Tokiko Magami dans X/1999
- Tsunami et Tsukiko Kagetsu dans Naruto
- Marie dans Ashita no Nadja
- Hana Tokimiya dans Absolute Boy
- Akeginu dans Basilisk
- Kiyoko Gotokuji dans Les Supers Nanas Zeta
- Kyo dans Air Gear
- Swan dans Ergo Proxy
- Midoriko Shirakawa dans Hataraki Man
- Ursula dans Dinosaur King
- Rina Mamiya dans Higurashi no Naku Koro ni
- Northa dans Fresh Pretty Cure!
- Reine Béryl dans Sailor Moon Crystal
- Nozomi Kako dans World Trigger
- Rina Mamiya dans Higurashi no naku koro ni
- Yadama dans Fair, then Partly Piggy
- Cendrillon dans Otogi-Jushi Akazukin
- Martel dans Tales Of Symphonia: The United World
- Diana dans Viewtiful Joe